# Kevin Lisbie
Kevin Anthony Lisbie, couramment appelé Kevin Lisbie, est un footballeur anglo-jamaïcain, né le 17 octobre 1978 à Hackney, Londres. Évoluant au poste d'avant-centre, il est principalement connu pour ses saisons à Charlton Athletic, Colchester United, Ipswich Town et Leyton Orient.
Possédant la double nationalité anglo-jamaïcaine, il est international jamaïcain, sélectionné dix fois pour deux buts inscrits.

## Biographie

### Carrière de joueur
Natif de Londres, il commence sa carrière avec Charlton Athletic en 1996, en First Division. Il passe deux saisons à ce niveau avant d'obtenir, grâce aux play-offs, la promotion en Premier League pour la saison 1998-1999.
Durant cette saison, il connaît deux courts prêts, d'abord à Gillingham puis à Reading. Malheureusement, Charlton Athletic redescend immédiatement en First Division. Toutefois, ils remportent le championnat et la promotion dès l'année suivante et rejoignent de nouveau la Premier League pour la saison 2000-2001.
Lors de cette saison, il est de nouveau prêté, un mois en décembre 2000 à QPR. En février 2002, il est placé par son club sur la liste des transferts, mais celui-ci se ravise et lui fait signer une prolongation de contrat en mai de la même année. À partir de là, il s'installe comme une des pièces maîtresses de Charlton, réussissant notamment un coup du chapeau, le 28 septembre 2003, lors d'une victoire 3-2 contre Liverpool.
C'est aussi lors de cette période faste qu'il connait dix sélections pour deux buts inscrits pour la Jamaïque.
En juin 2004, il signe une nouvelle prolongation de contrat de trois ans mais au cours de la saison 2004-2005, on lui diagnostique une tumeur bénigne au nez (révélée à la suite de nombreux saignements de nez inopinés) qui est traitée avec succès durant l'été 2005.
Par la suite, et pour retrouver sa forme, il est prêté un mois à Norwich City en septembre 2005. Plus tard dans la saison, il est de nouveau prêté, cette fois-ci à Derby County, un mois en février 2006. En octobre 2006, il se blesse à l'épaule, blessure qui le tient éloigné des terrains pendant trois mois. Finalement, confronté à la relégation en deuxième division à la suite de la saison 2006-2007, il est libéré de son contrat en juillet 2007.
Il rejoint en octobre 2007 Colchester United après un essai positif. Il termine la saison meilleur buteur du club avec 17 buts mais ne peut éviter la relégation du club en League One. Ipswich Town se montre alors intéresser pour recruter Lisbie. Colchester United refuse dans un premier temps, mais Lisbie disposant d'une claude de départ, le transfert a finalement lieu pour un montant de 600 000 £ en juillet 2008.
Toutefois, il connaît quelques difficultés à s'imposer véritablement à la pointe de l'attaque d'Ipswich Town et durant les trois saisons qu'il y passe en deuxième division, il est prêté à deux occasions. C'est ainsi qu'il rejoint de nouveau Colchester United, qui joue désormais en League One, pour un prêt pour toute la durée de la saison 2009-2010. Il y retrouve de bonnes statistiques, dans un club où il est un des chouchous des supporteurs, terminant la saison meilleur buteur du club avec 13 réalisations. Toutefois, à la fin de son prêt, il retourne à Ipswich Town, ne parvenant pas à se mettre d'accord avec Colchester United pour un transfert définitif.
Mais, à peine revenu à Ipswich Town, il est de nouveau prêté pour toute la saison 2010-2011 à Millwall, saison quelque peu gâchée par une blessure et à la fin de laquelle il se retrouve sans club, son contrat avec Ipswich Town s'étant terminé.
Il s'engage alors, le 9 septembre 2011, pour Leyton Orient pour un contrat de quatre mois. Ses performances étant jugées bonnes, son contrat est rapidement prolongé. Dans son nouveau club, il retrouve du temps de jeu et ses sensations de buteurs, au point d'intéresser Sheffield United. Les deux clubs se mettent d'accord en janvier 2013, mais Lisbie refuse le transfert déclarant vouloir rester à Leyton Orient, en réponse à quoi le club lui propose une prolongation de contrat d'un an et demi. Le 4 mars 2014, une nouvelle prolongation de contrat d'un an supplémentaire est signée entre le joueur et le club.
Le 17 mars 2015 il est prêté à Stevenage.
Le 29 mai 2015 il rejoint Barnet.

## Statistiques
| Club                       | Saison         | Championnat     | Championnat | Championnat | FA Cup  | FA Cup | League Cup | League Cup | League Trophy | League Trophy | Total   | Total |  |
| Club                       | Saison         | Division        | Matches     | Buts        | Matches | Buts   | Matches    | Buts       | Matches       | Buts          | Matches | Buts  |  |
| -------------------------- | -------------- | --------------- | ----------- | ----------- | ------- | ------ | ---------- | ---------- | ------------- | ------------- | ------- | ----- |  |
| Charlton Athletic          | 1996–1997      | First Division  | 25          | 1           | 1       | 0      | 3          | 0          | —             | —             | 29      | 1     |  |
| Charlton Athletic          | 1997–1998      | First Division  | 17          | 1           | 0       | 0      | 1          | 0          | —             | —             | 18      | 1     |  |
| Charlton Athletic          | 1998-1999      | Premier League  | 1           | 0           | 0       | 0      | 1          | 0          | —             | —             | 2       | 0     |  |
| Charlton Athletic          | 1999–2000      | First Division  | 0           | 0           | 1       | 0      | 0          | 0          | —             | —             | 1       | 0     |  |
| Charlton Athletic          | 2000–2001      | Premier League  | 18          | 0           | 2       | 0      | 2          | 2          | —             | —             | 22      | 2     |  |
| Charlton Athletic          | 2001–2002      | Premier League  | 22          | 5           | 2       | 0      | 2          | 0          | —             | —             | 26      | 5     |  |
| Charlton Athletic          | 2002–2003      | Premier League  | 32          | 4           | 1       | 0      | 0          | 0          | —             | —             | 33      | 4     |  |
| Charlton Athletic          | 2003–2004      | Premier League  | 9           | 4           | 0       | 0      | 1          | 1          | —             | —             | 10      | 5     |  |
| Charlton Athletic          | 2004–2005      | Premier League  | 17          | 1           | 0       | 0      | 2          | 0          | —             | —             | 19      | 1     |  |
| Charlton Athletic          | 2005–2006      | Premier League  | 6           | 0           | 1       | 0      | 0          | 0          | —             | —             | 7       | 0     |  |
| Charlton Athletic          | 2006–2007      | Premier League  | 8           | 0           | 0       | 0      | 1          | 0          | —             | —             | 9       | 0     |  |
| Charlton Athletic          | Total          | Total           | 155         | 16          | 8       | 0      | 13         | 3          | —             | —             | 176     | 19    |  |
| Gillingham (prêt)          | 1998–1999      | Second Division | 7           | 4           | 0       | 0      | 0          | 0          | —             | —             | 7       | 4     |  |
| Reading (prêt)             | 1999–2000      | Second Division | 2           | 0           | 0       | 0      | 0          | 0          | —             | —             | 2       | 0     |  |
| Queens Park Rangers (prêt) | 2000–2001      | First Division  | 2           | 0           | 0       | 0      | 0          | 0          | —             | —             | 2       | 0     |  |
| Norwich City (prêt)        | 2005–2006      | Championship    | 6           | 1           | 0       | 0      | 0          | 0          | —             | —             | 6       | 1     |  |
| Derby County (prêt)        | 2005–2006      | Championship    | 7           | 1           | 0       | 0      | 0          | 0          | —             | —             | 7       | 1     |  |
| Colchester United          | 2007–2008      | Championship    | 42          | 17          | 1       | 0      | 0          | 0          | —             | —             | 43      | 17    |  |
| Ipswich Town               | 2008–2009      | Championship    | 41          | 6           | 1       | 0      | 3          | 1          | —             | —             | 45      | 7     |  |
| Ipswich Town               | 2009–2010      | Championship    | 0           | 0           | 0       | 0      | 0          | 0          | —             | —             | 0       | 0     |  |
| Ipswich Town               | 2010–2011      | Championship    | 0           | 0           | 0       | 0      | 0          | 0          | —             | —             | 0       | 0     |  |
| Ipswich Town               | Total          | Total           | 41          | 6           | 1       | 0      | 3          | 1          | —             | —             | 45      | 7     |  |
| Colchester United (prêt)   | 2009–2010      | League One      | 41          | 13          | 1       | 0      | 1          | 0          | —             | —             | 43      | 13    |  |
| Millwall (prêt)            | 2010–2011      | Championship    | 20          | 4           | 1       | 0      | 2          | 0          | —             | —             | 23      | 4     |  |
|                            |                | Total           | 61          | 17          | 2       | 0      | 3          | 0          | —             | —             | 66      | 17    |  |
| Leyton Orient              | 2011–2012      | League One      | 37          | 12          | 1       | 0      | 0          | 0          | 0             | 0             | 38      | 12    |  |
| Leyton Orient              | 2012–2013      | League One      | 28          | 16          | 3       | 0      | 2          | 0          | 1             | 0             | 34      | 16    |  |
| Leyton Orient              | 2013–2014      | League One      | 39          | 16          | 0       | 0      | 2          | 2          | 1             | 0             | 42      | 18    |  |
| Leyton Orient              | Total          | Total           | 104         | 44          | 4       | 0      | 4          | 2          | 2             | 0             | 114     | 46    |  |
| Total carrière             | Total carrière | Total carrière  | 427         | 106         | 16      | 0      | 23         | 6          | 2             | 0             | 468     | 112   |  |